# Suore guadalupane di La Salle
Le Suore Guadalupane di La Salle (in spagnolo Hermanas Guadalupanas de La Salle) sono un istituto religioso femminile di diritto pontificio: le suore di questa congregazione pospongono al loro nome la sigla H.G.S.

## Storia
L'istituto fu fondata nel 1944 a Città del Messico dal lasalliano Juan Fromental Cayroche, insieme con tre giovani donne.
La formazione delle prime aspiranti fu curata dalle suore Francescane dell'Immacolata Concezione: la prima professione dei voti si ebbe il 19 marzo 1948.
La congregazione ricevette il riconoscimento di istituzione di diritto pontificio il 10 aprile 1976.

## Attività e diffusione
Le suore si dedicano all'istruzione e all'educazione cristiana della gioventù, all'apostolato parrocchiale e al servizio domestico in seminari e collegi ecclesiastici.
Sono presenti nelle Americhe (Bolivia, Brasile, Colombia, Ecuador, Messico, Perù, Stati Uniti d'America), in Europa (Francia, Italia), nelle Filippine e in Madagascar; la sede generalizia è a Città del Messico.
Alla fine del 2008 la congregazione contava 232 religiose in 35 case.